# Eurodryas estonica
Eurodryas estonica är en fjärilsart som beskrevs av Petersen 1902. Eurodryas estonica ingår i släktet Eurodryas och familjen praktfjärilar. Inga underarter finns listade i Catalogue of Life.